# Талінський собор
Талінський собор (вірм. Թալինի մայր տաճար) — вірменський собор в місті Талін, марзу Араґацотн, Вірменія, заснований в VII столітті. Один з найбільших у країні. 

## Архітектура
Талінський собор — велика купольна базиліка . 
Імовірно, церква була перебудована в купольний храм у VII столітті. 
У вірменській архітектурі Талінський собор вважається новим, своєрідним типом купольної базиліки. Архітектор, чітко виділяючи центральний простір, зберіг у плані базилікальну тринефну композицію, увінчану куполом. Посередині північної, східної та південної сторін розташовані багатогранні абсиди, в чому проявляється принцип акцентировки центрального обсягу. Останні прикрашені декоративними арками.

## Галерея

widths="150px"
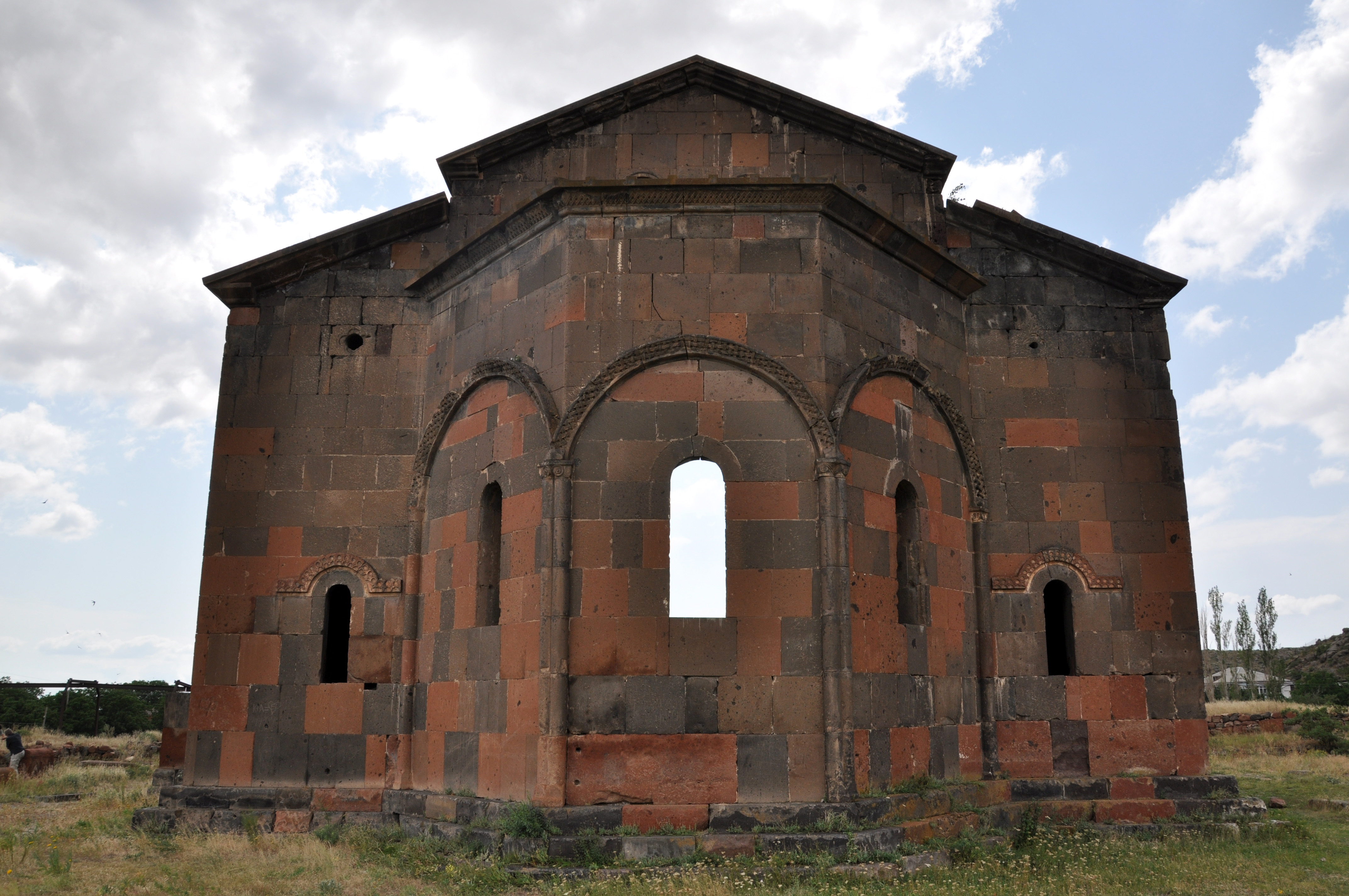
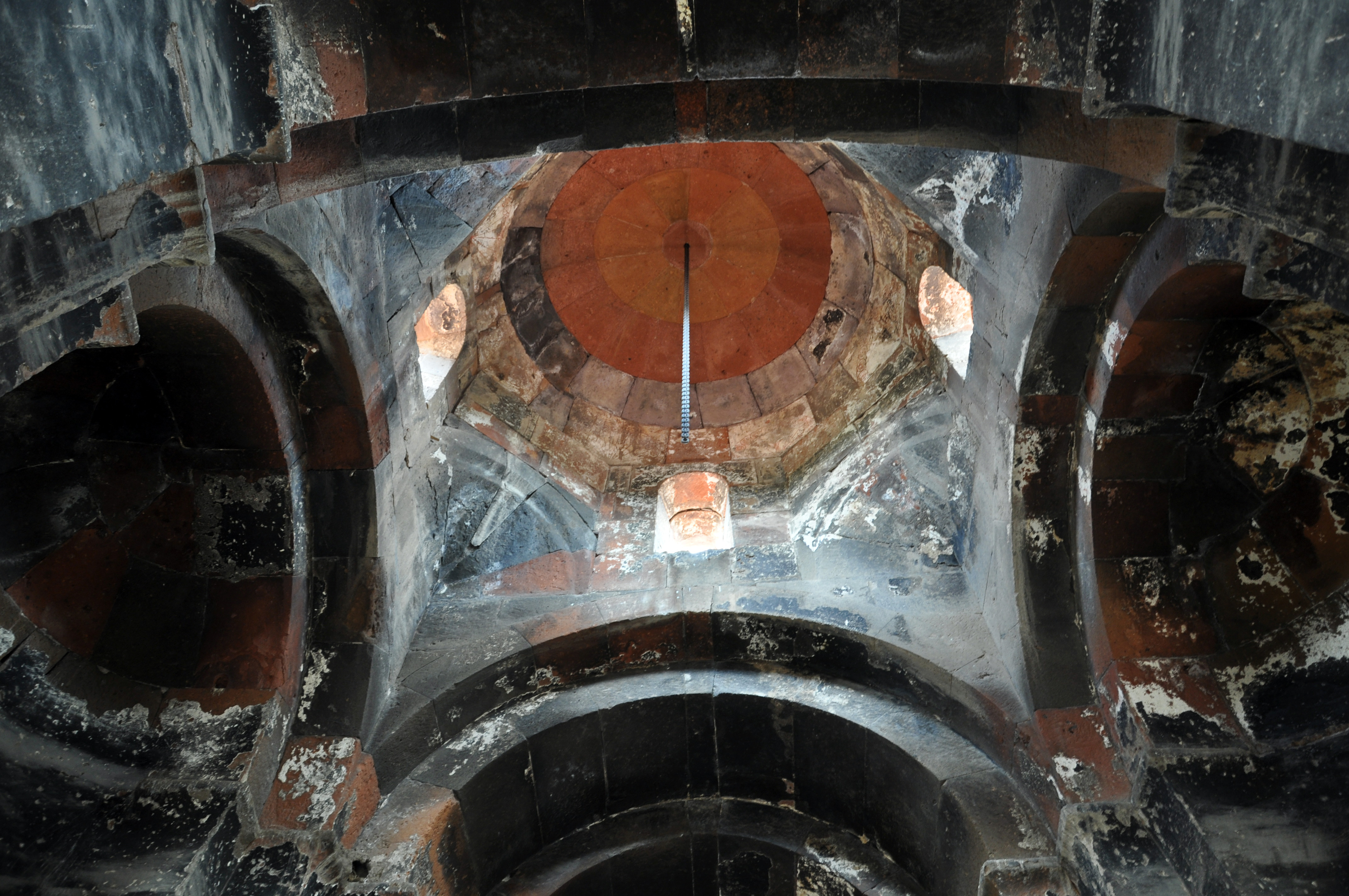
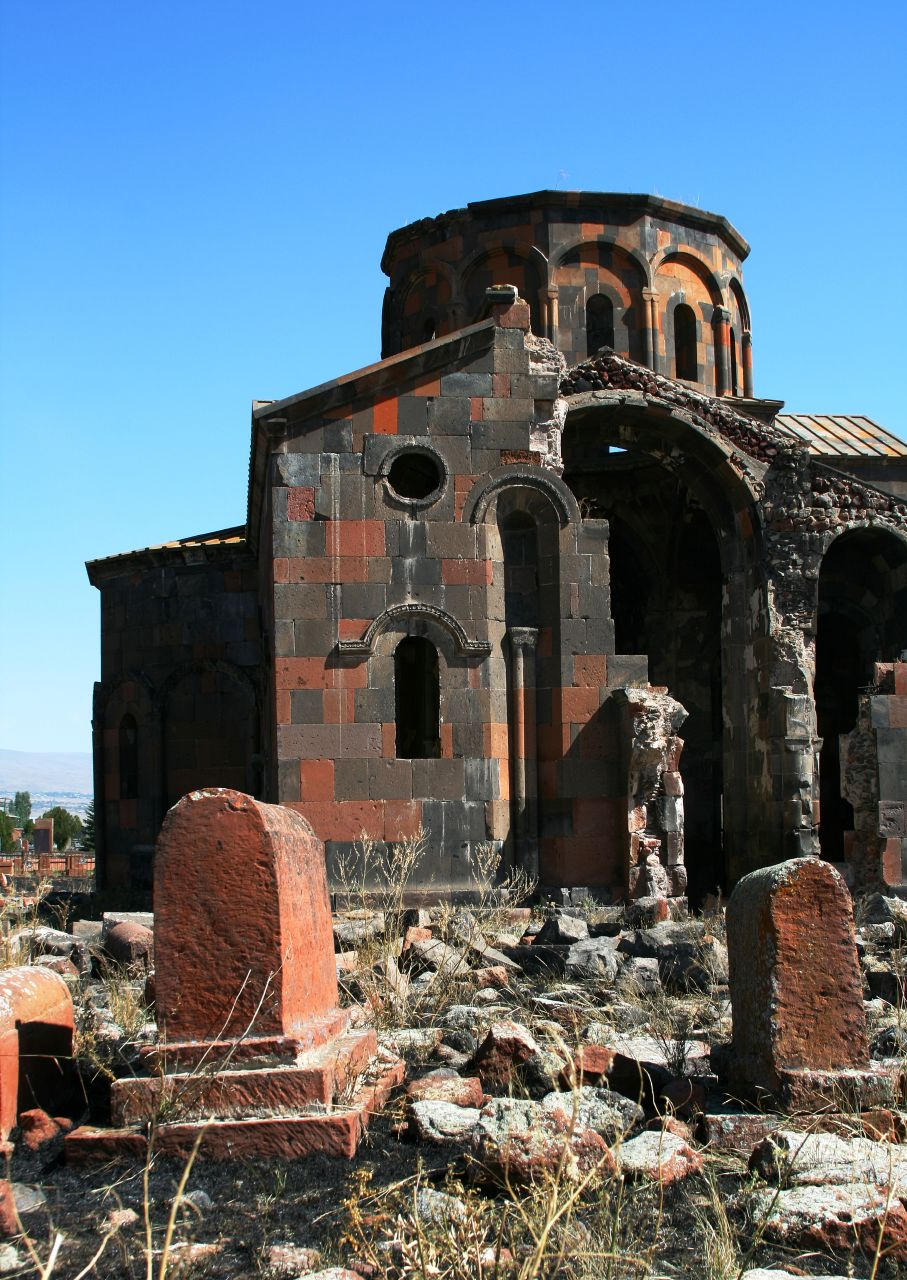